# Компьютерный руль

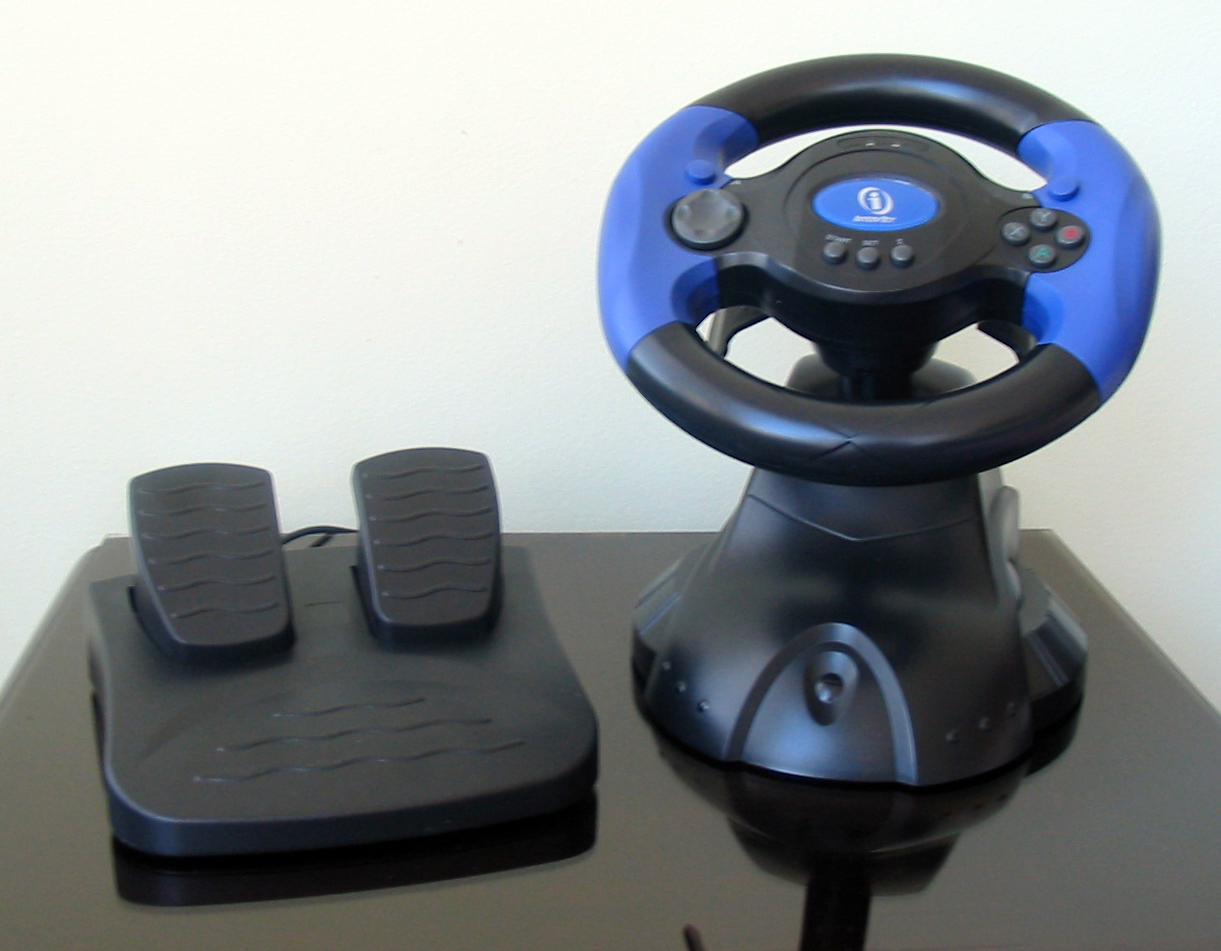
Руль InterAct V-Thunder для GameCube

Компью́терный руль — игровой контроллер, имитирующий автомобильный руль. Применяется для игры в компьютерные игры — автосимуляторы,а также в аркадные гонки.

## Органы управления
Помимо рулевого колеса и двух (трёх) педалей, в компьютерном руле могут быть такие органы управления.
- Переключение передач:
  - Последовательное — подрулевыми рычажками («шифтерами»), как на некоторых новых спортивных автомобилях и в «Формуле-1».

.
- - Прямое — отдельным рычагом (имитирует обычную механическую коробку передач).
- Стояночный тормоз.
- Расположенные под рулём рычажки ручного управления (некорректно именуемые «аналоговыми шифтерами»). Позволяют полноценно играть без педалей (что важно для самых маленьких); могут также служить суррогатом педали сцепления.
- Дополнительные кнопки, миниджойстики и т. д.
- Кнопки быстрой настройки силовой отдачи. (force feedback).

## Наследие джойстиков
Компьютерный руль является потомком джойстика; первые рули действительно эмулировали двухосный джойстик. Существуют два рудимента того времени; если первый остался лишь в отдельных играх (например, Grand Theft Auto 3), то второй всё ещё активно используется.

### Спаренные педали
При игре на джойстике, если толкнуть ручку от себя, машина разгоняется; если потянуть — тормозит. В первых рулях нажатие на педаль газа имитировало движение ручки вперёд; нажатие тормоза — назад. При одновременном нажатии двух педалей они нейтрализовали друг друга. Такая конструкция называется «спаренные педали».
На спаренных педалях невозможны некоторые приёмы экстремального вождения, которым требуется одновременное нажатие газа и тормоза:
- Приём «пятка-носок» — на машине с несинхронизированной коробкой пилот нажимает пяткой правой ноги на газ, носком на тормоз и левой на сцепление, чтобы за время торможения переключить передачу.
- В 80-е годы водители турбированной «Формулы-1» использовали одновременное нажатие газа и тормоза, чтобы повысить давление в системе турбонаддува в апексе поворота.
- На переднеприводных автомобилях для прохождения поворота в заносе применяют резкое нажатие тормоза при постоянном газе вкупе с задним тормозным балансом.
- Быстрый старт на автоматических и роботизированных коробках. Впрочем, в большинстве игр моделирование трансмиссии таково, что в подобных трюках нет нужды.

В современных рулях газ и тормоз являются разными осями; в некоторых моделях спаренные педали можно включить для совместимости со старыми играми.

### Последовательное переключение передач
Последовательное (англ. sequential shifting) переключение передач (R-N-1-2-3-…) является стандартом, который играми поддерживается безусловно, так как для работы в этом режиме достаточно двух кнопок. В реальной жизни на гоночных автомобилях с последовательными коробками нейтраль и задний ход включаются отдельными кнопками, а не основным рычагом переключения.
Современные игры начинают поддерживать «прямое» (англ. direct shifting) переключение передач: игрок, как в обычной механической коробке, переводит рычаг на нужную передачу. В компьютерных рулях высокого класса бывает рычаг прямого переключения на 6—7 передач (не считая заднего хода).

## Отличие игры на руле от реального вождения
Играющие на игровом порту часто жалуются на замедленную реакцию руля по сравнению с рулём обычного автомобиля. Замечено, что при переходе с игрового порта на USB надо практически с начала учиться плавному рулению.
В дешёвых рулях поведение педалей тормоза сильно отличается от реального. Сцепление есть лишь в дорогих рулях и в самых последних играх.
В самих играх может быть аркадная физика: другая реакция игры на руль, другое поведение force feedback'а. Практически все игры более терпимы к огрехам переключения передач, чем реальные автомобили.
Наконец, сидящий в автомобиле чувствует перегрузки, в то время как симрейсеру остаётся надеяться только на изображение, звук и force feedback руля.
Часто настройка кабины под себя имеет несколько другой вид: симрейсер должен передвинуть стул так, чтобы было удобно крутить руль, а затем поставить куда надо педали.

## Сравнение рулей
Пояснения:
- Если та или иная графа для руля не заполнена — информацию по ней не удалось найти. Попробуйте поискать в Интернете самостоятельно.
- Поворот — указан в градусах от края до края.
- Ограничение поворота — некоторые рули позволяют программно ограничить поворот руля. Например, для вождения грузовика можно оставить 900 градусов, для гоночной машины — 270, а для картинга — 90. Или любое другое значение по вкусу.
- Датчики — датчики в руле; обычно бывают двух видов: 1) оптика — обеспечивает высокую точность и долговечность; 2) потенциометры — не столь точны и выше вероятность выхода из строя, потери точности со временем. Не указаны датчики в педалях (в большинстве рулей простые потенциометры).
- Анти-люфт — из-за зазора между зубчиками шестерёнок у рулей может иметься небольшой люфт. Эта графа обозначает наличие или отсутствие технических решений для борьбы с люфтом.
- Покрытие — необязательно один и тот же тип покрытия обозначает одинаковое качество. Например, резиновое покрытие у Driving Force Pro очень мягкое и «цепкое», а у рулей Диалог оно обычно жёсткое и скользкое, похожее на пластик.
- Блок КПП — обозначает наличие отдельной ручки КПП. Но и без неё можно нормально играть в подавляющем большинстве случаев, так как бо́льшая часть рулей имеет подрулевые шифтеры, позволяющие переключать передачи вверх-вниз, как на болидах Формула-1.
- Ручной тормоз — обозначает наличие отдельной ручки для ручного тормоза. Её отсутствие не вызывает проблем при езде — так как ручник можно назначить на любую кнопку на руле, а на моделях с тремя педалями — повесить ручной тормоз на третью педаль, получая для него аналоговые свойства.
- Количество осей — шесть и более означает проблемы со старыми играми (до DirectX 8.1). Две оси — отсутствие раздельных газа и тормоза, что нежелательно. В таблице не указана возможность программного объединения осей газа и тормоза для старых игр.
- Отдача — идеалом является отдача с использованием косозубых шестерней. Прямозубая передача приводит к ощутимому гулу при работе, а в некоторых ситуациях и к стуку при отсутствии системы антилюфта. Ременная передача иногда менее надёжна, чем зубчатая, так как ремень имеет свойство рваться и растягиваться и быстрее изнашивается. Два двигателя отдачи — это попытка «втиснуть» в компактное устройство мощную отдачу (в частности, двигатель отдачи Fanatec 911 мощнее двух двигателей Logitech G25, но и сам 911 существенно больше). Отдача с использованием ремня и косозубых шестерней притупляет эффекты дрожания и возврата руля, в то время как отдача с использованием обычных шестерней острее передаёт такие эффекты. Полноценная отдача — Force Feedback, урезанная отдача — Vibration — только эффекты вибрации.
- Зелёным цветом помечены свойства, способные заинтересовать игроков. Например, большие обороты руля, три педали, наличие Н-образной КПП и так далее.
- Красным цветом помечены свойства, способные игроков предостеречь. Например, полное отсутствие отдачи не позволит «чувствовать» поведение машины; а наличие всего двух осей означает невозможность одновременной работы газом и тормозом.

| Руль                                       | Поворот | Огран. поворота | Датчики       | Диаметр | Анти-люфт | Покрытие       | К-во педалей                          | К-во осей                             | Отдача                                                                                          | Блок КПП                                    | Ручной тормоз                   | Обзоры                                                     |
| Logitech                                   |         |                 |               |         |           |                |                                       |                                       |                                                                                                 |                                             |                                 |                                                            |
| ------------------------------------------ | ------- | --------------- | ------------- | ------- | --------- | -------------- | ------------------------------------- | ------------------------------------- | ----------------------------------------------------------------------------------------------- | ------------------------------------------- | ------------------------------- | ---------------------------------------------------------- |
| G25                                        | 900     | Произвольное    | Оптика        | 28      | Да        | Кожа           | 3                                     | 4                                     | Обратная связь, два мотора                                                                      | 6-поз. / секвентальная                      | Нет                             | Страна Игр, Joysticks.ru, Домашний ПК (недоступная ссылка) |
| G27                                        | 900     | Произвольное    | Оптика        | 28      |           | Кожа           | 3                                     | 4                                     | Обратная связь, два мотора                                                                      | 6-поз.                                      | Нет                             | GT fan, InsideSimRacing                                    |
| Logitech Driving Force™ GT                 | 900     | Произвольное    | Оптика        | 28      |           | Резина         | 2                                     | 3                                     | Обратная связь                                                                                  | секвентальная                               | Нет                             | сравнение нескольких рулей                                 |
| Driving Force™ Pro                         | 900     | Произвольное    | Оптика        | 25      | Нет       | Резина         | 2                                     | 3                                     | Обратная связь                                                                                  | секвентальная                               | Нет                             | Игруха                                                     |
| MOMO Racing (недоступная ссылка)           | 230     | Нет             | Оптика        | 25      | Нет       | Резина         | 2                                     | 3                                     | Обратная связь                                                                                  | секвентальная                               | Нет                             | iXBT                                                       |
| Formula™ Force EX                          | 180     | Нет             |               |         |           | Резина+пластик | 2                                     | 3                                     | Обратная связь                                                                                  | Нет                                         | Нет                             | Terralab, Hard’n’Soft                                      |
| Thrustmaster                               |         |                 |               |         |           |                |                                       |                                       |                                                                                                 |                                             |                                 |                                                            |
| thrustmaster t500rs                        | 1080    | Произвольное    | Оптика        | 30      |           |                | 3                                     | 5                                     | Обратная связь осуществляется на базе промышленного электромотора (3000 об/мин, 65 Вт, 150 мНм) | отдельно                                    | отдельно                        | обзор, на что способна отдача                              |
| Rally GT Force Feedback Pro Clutch Edition | 270     | Нет             | потенциометры | 24      |           | Резина         | 3                                     | 5                                     | Ременная обратная связь                                                                         | Секвентальная                               | Аналоговый                      |                                                            |
| Force Feedback GT                          | 270     | Нет             | Потенциометры | 25      | нет       | Резина         | 2                                     | 3                                     | Шестерни, обратная связь                                                                        | Секвентальная                               | нет                             | Omar                                                       |
| Ferrari GT 2-in-1 Force                    | 240     | Нет             |               |         |           | Резина+пластик | 2                                     |                                       | Ременная обратная связь                                                                         | Нет                                         | Нет                             | Terralab, Hard’n’Soft                                      |
| F1 Force Feedback Racing Wheel             | 150     | Нет             |               | 28      |           | Резина+пластик | 2                                     | 3                                     | Ременная обратная связь                                                                         | Нет                                         | Нет                             | iXBT                                                       |
| Act Labs                                   |         |                 |               |         |           |                |                                       |                                       |                                                                                                 |                                             |                                 |                                                            |
| Force RS                                   | 270     | нет             | потенциометры | 27      |           | кожзаменитель  | 2 (3 с дополнительным блоком педалей) | 3 (4 c дополнительным блоком педалей) | ременная, обратная связь                                                                        | нет (7-позиционная с дополнительным блоком) | нет                             | 3dnews                                                     |
| Fanatec                                    |         |                 |               |         |           |                |                                       |                                       |                                                                                                 |                                             |                                 |                                                            |
| Porsche 911 Turbo                          | 900     | Произвольное    | Оптика        | 30      | Да        | Кожа           | 3, беспроводные                       | 4                                     | Ременная обратная связь + 2 вибромотора                                                         | 6-поз. + секвентальная                      | Нет                             | Terralab                                                   |
| Genius                                     |         |                 |               |         |           |                |                                       |                                       |                                                                                                 |                                             |                                 |                                                            |
| Speed Wheel 3 Vibration                    |         | Нет             |               |         |           | Пластик        | 2                                     |                                       | Вибрация                                                                                        | Нет                                         | Нет                             | Hard’n’Soft                                                |
| Speed Wheel RV FF                          | 270     | Нет             |               | 26      |           | Резина+пластик | 2                                     |                                       | Обратная связь                                                                                  | Секвентальная                               | Нет                             | HardwarePortal                                             |
| Диалог                                     |         |                 |               |         |           |                |                                       |                                       |                                                                                                 |                                             |                                 |                                                            |
| GW-21FB                                    | 270     | Нет             |               | 25      |           | Резина+пластик | 2                                     |                                       | Обратная связь / вибрация                                                                       | Секвентальная                               | Нет                             | Hard’n’Soft                                                |
| GW-300                                     | 180     | Нет             |               | 26      |           | Резина+пластик | 2                                     | 2                                     | Нет                                                                                             | 4-поз.                                      | Есть                            | iXBT                                                       |
| GW-301                                     | 180     | Нет             |               | 26      |           | Резина+пластик | 2                                     | 2                                     | Вибрация                                                                                        | 4-поз.                                      | Есть                            |                                                            |
| Defender                                   |         |                 |               |         |           |                |                                       |                                       |                                                                                                 |                                             |                                 |                                                            |
| Extreme Turbo (PRO)                        | 180     | Нет             |               | 28      |           | Резина+пластик | 2                                     | 2                                     | 2 вибромотора                                                                                   | секвентальная                               | Есть (функционирует как тормоз) | Migomby.by (недоступная ссылка)                            |